# Eduardo Echegaray y Eizaguirre
Eduardo Echegaray y Eizaguirre (Múrcia, 5 d'octubre de 1839 - Madrid, 11 de novembre de 1903) va ser un enginyer i matemàtic espanyol, germà de l'escriptor i matemàtic José de Echegaray.
Professor en la Universitat Central de Madrid i a l'Escola d'Enginyers, va ser autor d'un Diccionario etimológico de la lengua española, edició ampliada d'una obra de Roque Barcia Martí i publicat en cinc volums, al que Haensch i Omeñaca llisten com a «no gaire satisfactori». El 17 de març de 1901 va prendre possessió del seu càrrec d'acadèmic de nombre en la Reial Acadèmia de Ciències Exactes, Físiques i Naturals, substituint Justo Egozcue y Cía, en la medalla 23.